# Gregory Vargas
Pour les articles homonymes, voir Vargas.
Gregory Vargas, né le 18 février 1986, à Ocumare del Tuy, au Venezuela, est un joueur de basket-ball vénézuélien. Il évolue aux postes de meneur et d'arrière.

## Palmarès
- Champion des Amériques 2015
- Finaliste du championnat d'Amérique du Sud 2012
- Champion d'Amérique du Sud 2014, 2016
- MVP du championnat d'Amérique du Sud 2016